# Bogusław Cyniak
Bogusław Cyniak (ur. 1963) – polski hokeista.
Zawodnik grający na pozycji napastnika. Wychowanek Łódzkiego Klubu Sportowego, w barwach którego występował w jego pożegnalnym sezonie 1990/1991 Na początku lat 90. bronił barw Towimoru Toruń.
W barwach kadry Polski do lat 18 wystąpił na turnieju mistrzostw Europy juniorów w 1981. Był powoływany do reprezentacji juniorów.